# Клод Фаррер (тенісист)
Клод Фаррер (англ. Claude Farrer; 15 вересня 1864 — 16 лютого 1890) — колишній британський тенісист.
Найвищим досягненням на турнірах Великого шолома були фінали в парному розряді.

## Фінали турнірів Великого шолома

### Парний розряд (2 поразки)
| Результат | Рік  | Турнір   | Покриття | Партнер          | Суперники                   | Рахунок            |
| --------- | ---- | -------- | -------- | ---------------- | --------------------------- | ------------------ |
| Поразка   | 1885 | Вімблдон | Трава    | Артур Дж. Стенлі | Ернест Реншоу Вільям Реншоу | 3–6, 3–6, 8–10     |
| Поразка   | 1886 | Вімблдон | Трава    | Артур Дж. Стенлі | Ернест Реншоу Вільям Реншоу | 3–6, 3–6, 6–4, 5–7 |